# Charles Warde
Charles Edward Warde (20 décembre 1845 - 12 avril 1937), 1er baronnet, est un militaire, homme d'affaires et homme politique britannique.

## Biographie
Warde est membre de la Chambre des communes de 1892 à 1918.
Il est nommé Deputy Lieutenant of Kent en 1908.
Il est fait baronnet le 11 septembre 1919.
Il est le gendre de David de Stern.

## Sources
- (en) Cet article est partiellement ou en totalité issu de l’article de Wikipédia en anglais intitulé « Sir Charles Warde, 1st Baronet » (voir la liste des auteurs).